# El Cuy (departamento)

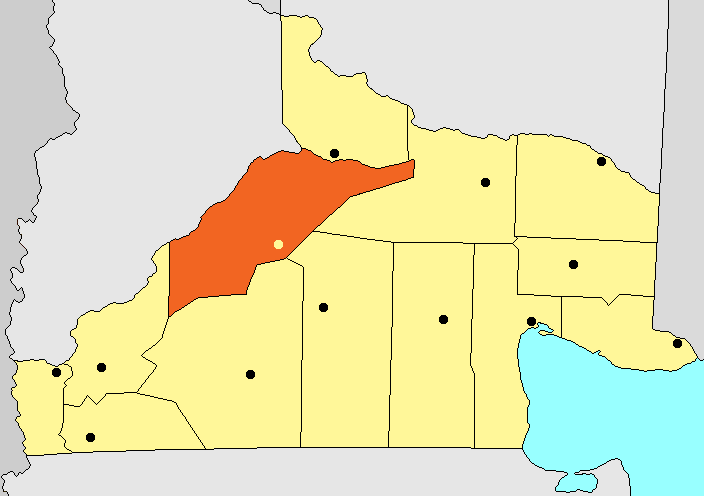
Departamento El Cuy

El Cuy é um departamento da Argentina, localizado na
província de Rio Negro.